# 皮埃克雷东 (加尔省)
皮埃克雷东（法語：Puechredon）是法国加尔省的一个市镇，属于勒维冈区（Le Vigan）索夫县（Sauve）。该市镇总面积8.08平方公里，2009年时的人口为37人。

## 人口
皮埃克雷东人口变化图示